# Liste de personnalités de la province d'Afrique
Après la destruction de Carthage en 146 av. J.-C., la Province d'Afrique fut créée par les Romains. Depuis 146 av. J.-C. jusqu'à sa dissolution vers le IIIe siècle, cette province a vu apparaître différentes personnalités, dont les plus célèbres sont Tertullien, Saint Augustin et Apulée.

## Tertullien
Quintus Septimius Florens Tertullianus, dit Tertullien, né entre 150 et 160 à Carthage (actuelle Tunisie) et décédé vers 220 à Carthage, est un écrivain de langue latine issu d'une famille berbère, romanisée et païenne. Il se convertit au christianisme à la fin du IIe siècle et devient la figure emblématique de la communauté chrétienne de Carthage. 
Théologien, Père de l'Église, auteur prolifique, catéchète, son influence sera grande dans l'Occident chrétien. En effet, il est le premier auteur latin à utiliser le terme de Trinité, dont il développe une théologie précise. Il est ainsi considéré comme le plus grand théologien chrétien de son temps. C’est également un polémiste qui lutte activement contre les cultes païens et contre le gnosticisme de Marcion.
Sa figure est toutefois controversée, car il rejoint le mouvement hérétique montaniste à la fin de sa vie. Il est, ainsi, avec Origène, le seul Père de l'Église à ne pas avoir été canonisé par l’Église catholique.

## Saint Augustin
Augustin d'Hippone (latin : Aurelius Augustinus), ou saint Augustin, né dans la Province d'Afrique au municipe de Thagaste (actuelle Souk Ahras, Algérie) le 13 novembre 354 et mort le 28 août 430 à Hippone (actuelle Annaba, Algérie) est un philosophe et théologien chrétien romain de la classe aisée, ayant des origines berbères, latines et phéniciennes,. Avec Ambroise de Milan, Jérôme de Stridon et Grégoire le Grand, c'est l'un des quatre Pères de l'Église occidentale et l’un des trente-six docteurs de l’Église.
La formation qu'il a reçue à Carthage est celle des lettrés romains même si ses écrits laissent apparaître une sensibilité et des traits liés à sa région de naissance. S'il est un maître de la langue et de la culture latines, il ne maîtrisera jamais réellement le grec, ce qui tendra à accroître les divergences entre les christianismes occidental et oriental. Né d'une mère profondément pieuse, il se convertit d'abord à la philosophie avant de devenir manichéen. Il n'abandonne le manichéisme et se convertit au christianisme qu'assez tard en 386 après sa rencontre avec Ambroise de Milan. Après sa conversion, il devient évêque d'Hippone et mène une série de controverses orales et surtout écrites d'abord contre les manichéens, puis contre les donatistes et enfin contre le pélagianisme. Il  écrit également une œuvre considérable tant en quantité qu'en qualité. Trois de ses livres sont particulièrement connus : Les Confessions, La Cité de Dieu et De la Trinité.
Sur le plan théologique et philosophique, il est, à la suite d'Ambroise de Milan, le principal penseur qui permet au christianisme d'intégrer une partie de l'héritage grec et romain, en généralisant une lecture allégorique des Écritures liée au néoplatonisme. Toujours à la suite d'Ambroise, un ancien haut fonctionnaire romain, il incorpore au christianisme une partie de la tradition de force de la République romaine. Il est le penseur le plus influent du monde occidental jusqu'à Thomas d'Aquin qui donne un tour plus aristotélicien au christianisme. Malgré tout, sa pensée conserve une grande influence au XVIIe siècle, où elle est l'une des sources de la littérature classique française et inspire les théodicées de Malebranche et de Leibniz.
Augustin est un penseur exigeant dans tous les sens du terme. Homme clé de l'émergence du moi en Occident, il joue également un rôle de premier plan dans l'évolution de la notion de justice. De son passé manichéen, il garde une forte distinction entre le Bien et le Mal. Toutefois, le néo-platonisme qui a fortement influencé sa conversion l'a amené à une conception d'un Dieu fort qui, à l'inverse du Dieu faible des manichéens, assure qu'à la fin le Bien l'emporte. C'est, en Occident, le théologien qui insiste le plus sur la transcendance divine, c'est-à-dire que pour lui, les pensées de Dieu ne sont pas, de près ou de loin, les pensées des hommes. Selon lui, la croyance inverse constitue précisément le péché originel.
Le Dieu d'Augustin est à la fois au-dessus des êtres humains et au plus profond d'eux-mêmes, d'où un accent mis sur ce qu'il nomme la trinité intérieure : la mémoire, l'intelligence et la volonté. Si la mémoire est importante, l'idée de commencement, de renouveau est également très présente. La volonté permet de se diriger vers le Bien, mais n'est pas suffisante ; il faut aussi la grâce. Augustin met également l'accent sur la raison entendue comme un moyen de s'approcher de la vérité des choses – la vérité absolue n'étant pas de ce monde – dans une perspective qui intègre une dimension spirituelle certaine. En règle générale, la pensée augustinienne est animée d'un double mouvement, de l'extérieur (le monde) vers l'intérieur, domaine d'un Dieu lumière intérieure ; de l'inférieur (les plaisirs faciles) au supérieur (la vraie réalisation de soi). D'une certaine façon, ce qui sous-tend la dynamique de sa pensée est synthétisé par une de ses plus célèbres formules des Confessions : « Tu autem eras interior intimo meo et superior sumno meo (Mais Toi, tu étais plus profond que le tréfonds de moi-même et plus haut que le très-haut de moi-même) ».
Dans sa théologie, le poids du péché et de l'habitude du péché est tel que sans la grâce divine l'homme ne peut pas se sauver : c'est le sens de la lutte contre le pélagianisme, qui soutient l'inverse. Au XVIe siècle et au XVIIe siècle, le protestantisme et le jansénisme, qui reprendront ses thèses, s'adresseront, comme Augustin de son temps, plutôt aux classes moyennes actives qu'à l'aristocratie usuellement plus pélagienne. En lien avec sa théologie, il distingue fortement le monde (lié à l'amour de soi), de la Cité de Dieu (liée à l'amour de Dieu), un terme plus république romaine, qu'il préfère à celui de royaume de Dieu.
S'il contribue fortement à mettre au premier plan le concept d'amour (il aime aimer) dans le christianisme, il est accusé d'avoir transmis à l'Occident une forte méfiance envers la chair (une tentation forte chez lui). Pourtant, sur le péché de chair, en partie repris aux platoniciens et aux néoplatoniciens qui distinguent l'âme du corps vu comme entraînant les humains vers le bas, il aurait une position plutôt modérée par rapport à Jérôme de Stridon et Grégoire de Nysse.

## Apulée
Apulée (en latin Apuleius, en berbère Afulay, né vers 123 à Madaure, actuelle M'daourouch au nord-est de l'Algérie, décédé probablement après 170) est un écrivain, orateur et philosophe médio-platonicien. Sa renommée durable vient de son chef-d'œuvre, le roman latin Métamorphoses, également connu sous le nom de L'Âne d'or, qui a sa place dans la littérature mondiale. L'interprétation du roman, qui présente de nombreux problèmes, en raison de sa multitude de strates constitue un des exercices les plus difficiles de la philologie classique. La technique raffinée du récit, et le masquage habile des intentions de l'auteur a conduit dans la recherche à une multitude d'hypothèses concurrentes sur sa signification. Le récit d'Amour et Psyché introduit dans le roman a fasciné les lecteurs depuis la Renaissance, et a subi une extension extraordinaire. Sa matière mythologique, la relation d'amour entre le dieu Éros (Cupidon) et la princesse Psyché, a fourni des thèmes à des centaines de poètes, d'écrivains, de peintres, de sculpteurs, de compositeurs et de chorégraphes. Outre les spécialistes du Moyen Âge, et les théoriciens de la littérature, une foule de psychanalystes ont participé à l'étude et à l'analyse du récit.
Apulée a aussi écrit des poèmes, et a publié des discussions sur divers thèmes, en particulier philosophiques, ainsi que des discours. Une grande partie de ses œuvres a été perdue.